# Rapporto Nora-Minc
Il rapporto Nora-Minc, vertente sulla crisi delle democrazie occidentali, è stato elaborato da due alti funzionari francesi, Simon Nora e Alain Minc. Il documento è stato presentato al presidente francese Valéry Giscard d'Estaing nel gennaio del 1978. Simon Nora e Alain Minc approfondiscono l'argomento crisi con l'intento di proporne una soluzione.
Il libro è stato pubblicato per la prima volta in italiano con il titolo Convivere con il calcolatore nel 1979, e ristampato nel 1984.

## Informatizzazione della società
Secondo il rapporto Nora-Minc, al centro della crisi si posiziona la crescente informatizzazione della società. Quest'ultima può sia "aggravarla", scrivono, sia "contribuire a risolverla". Essa sconvolge il "sistema nervoso delle organizzazioni e della società nel suo insieme". Secondo i due, le civiltà moderne presentano un equilibrio garantito dalla presenza dello Stato e delle sue Istituzioni, da una parte, e da una sempre maggiore esuberanza della società civile, dall'altra. Tra le due entità si posiziona l'informatica.

## Telematica
Telematica è il neologismo coniato dai due estensori del rapporto per indicare il connubio tra telecomunicazioni e informatica. La telematica prevede modelli più flessibili di gestione del consenso e apre perciò alla creazione di un'agorà informatica simile a quella della polis greca nella quale uomini e donne scambiavano liberamente le proprie idee.

## Intervento dello Stato
Dal rapporto emerge l'idea professata dai due estensori circa la necessità di un intervento dello Stato il quale ha il dovere di normalizzare le reti, lanciare satelliti, creare banche dati per determinare lo sviluppo di un modello di società originale con un nuovo modello di crescita. "Testa di ponte di tale politica: un grande Ministero della Comunicazione".

## Effetti del rapporto sulla politica nazionale e internazionale
Gli effetti di tale rapporto sulla politica nazionale sono da considerarsi marginali. Nello stesso anno della stesura, verrà votata in Francia una legge sull'informatica e la libertà e verrà istituita una Commissione ad hoc, la CNIL, incaricata di vigilare sulla sua applicazione. Sempre nel 1978 verrà istituita un'ulteriore commissione incaricata di studiare i flussi globali dei dati. Tuttavia la Francia si opporrà tenacemente al principio del free flow of data. Inoltre le elezioni del maggio 1981 porteranno al governo la compagine socialista che inaugurerà una strategia industriale mirante alla democratizzazione dell'informatica e non all'informatizzazione della società.
A dispetto di ciò, gli esperti statunitensi in materia di autostrade dell'informazione ammetteranno di aver tratto miglior profitto dal rapporto Nora-Minc.